# Алкет I
Вижте пояснителната страница за други личности с името Алкет.
Алкет I (на старогръцки: Ἀλκέτας, Alketas I, * 410 пр.н.е., † 370 пр.н.е.) е от ок. 385 пр.н.е. до смъртта си цар на молосите и хегемон (вожд) на епиротите в Античен Епир от династията на Еакидите (Aiakiden) или Пиридите.

## Живот
Той е син на цар Тарип (430 – 390 пр.н.е.). През началото на управлението му племената на еприротите не признават царството. Алкет е изгонен от страната, но с помощта на град Сиракуза и на илирийците се връща обратно. Той се съюзява с тиран Язон от Фере и става член на втория Атински морски съюз. Той увеличава територията си на север до Адриатическия бряг и се налага като цар на еприротите.
Алкет има два сина, Неоптолем I и Ариб, които го последват на трона.